# Муелды
Муелды (Муюлды) — река в России, течёт по территории Беляевского района Оренбургской области. Устье реки находится в 31 км по правому берегу реки Уртабуртя. Длина реки составляет 16 км.

## Данные водного реестра
По данным государственного водного реестра России относится к Уральскому бассейновому округу, водохозяйственный участок реки — Урал от города Орск до впадения реки Сакмара. Речной бассейн реки — Урал (российская часть бассейна).
Код объекта в государственном водном реестре — 12010000812112200004560.